# La Diligence infernale
Pour plus de détails, voir Fiche technique et Distribution.
La Diligence infernale (Galloping Thru) est un film américain réalisé par Lloyd Nosler, sorti en 1931.

## Synopsis
Le père de Tom McGuire est tué lors d'un vol. Dans la course-poursuite qui s'ensuit, Tom est blessé et emmené par son ami, Sandy Thompson, chez Janice Warren pour y être soigné. Janice et Tom tombent rapidement amoureux, mais Sandy est également amoureux de la jeune femme. De plus, Tom croit que Cliff, le frère de Janice, fait partie du gang qui a effectué le vol. Cliff met Tom au défi de participer à un duel dans la rue. Tom accepte, ne sachant pas que ses armes ont été vidées par Sandy, jaloux de Tom. Toutefois, Sandy change d'avis, s'engage dans le duel et tire sur Cliff juste avant qu'il ne soit abattu dans une embuscade par le propriétaire du saloon Willis, le chef secret du gang. Willis est capturé par Tom et ce dernier emmène Sandy chez le médecin. Cliff avoue avant de mourir son rôle dans le vol, et Tom et Janice se réconcilient.

## Fiche technique
- Titre original : Galloping Thru
- Titre français : La Diligence infernale
- Réalisation : Lloyd Nosler
- Scénario : Wellyn Totman
- Photographie : Archie Stout
- Montage : Charles J. Hunt
- Production : Trem Carr
- Société de production : Monogram Pictures
- Pays de production :  États-Unis
- Langue originale : anglais
- Format : Noir et blanc  — 35 mm — 1,20:1 — son mono
- Genre : Western
- Durée : 58 minutes
- Dates de sortie : 
  - États-Unis : 5 décembre 1931
  - Royaume-Uni : 14 avril 1932
  - France : 28 septembre 1938
- Affiche : Roger Rojac (France)

## Distribution
- Tom Tyler : Tom McGuire
- Betty Mack : Janice Warren
- Al Bridge : Sandy Thompson
- Si Jenks : le docteur
- Stanley Blystone : Wallis
- Gordon De Main : Cliff Warren
- John Elliott : Winton
- Artie Ortego : le conducteur de la diligence